# Nelsinho Baptista
Nelsinho Baptista, właśc. Nélson Baptista Júnior (ur. 22 lipca 1950 w Campinas) – brazylijski piłkarz, grający na pozycji obrońcy, trener piłkarski.

## Kariera piłkarska

### Kariera klubowa
W 1967 rozpoczął karierę piłkarską w Ponte Preta. Potem występował w klubach São Paulo, Santos FC i Juventus, gdzie zakończył karierę w 1983 roku.

## Kariera trenerska
Karierę szkoleniowca rozpoczął w 1985 roku. Trenował kluby São Bento, Ponte Preta, Internacional de Limeira, Athletico Paranaense, Sporting Barranquilla, América-SP, Novorizontino, Corinthians Paulista, Guarani FC, SE Palmeiras, Al-Hilal, Verdy Kawasaki, SC Internacional, Cruzeiro EC, São Paulo, CSD Colo-Colo, Portuguesa, Goiás EC, CR Flamengo, São Caetano, Nagoya Grampus, Santos FC, Sport, Kashiwa Reysol i Vissel Kobe.

## Sukcesy i odznaczenia

### Sukcesy trenerskie
Atlético-PR
- mistrz Campeonato Paranaense: 1988

Internacional-RS
- mistrz Torneio Mercosul: 1996

Corinthians-SP
- mistrz Campeonato Brasileiro Série A: 1990
- mistrz Campeonato Paulista: 1997

Verdy Kawasaki
- mistrz Japonii: 1994, 1995
- zdobywca J. League Cup: 1994

São Paulo-SP
- mistrz Campeonato Paulista: 1998

Goiás
- mistrz Campeonato Goiano: 2003

Sport
- mistrz Campeonato Pernambucano: 2008, 2009
- zdobywca Copa do Brasil: 2008

Kashiwa Reysol
- mistrz J. League Dywizja 2: 2010
- mistrz Japonii: 2011
- zdobywca Emperor's Cup: 2012
- zdobywca J. League Cup: 2013
- zdobywca Japanese Super Cup: 2012
- zdobywca Copa Suruga Bank: 2014